# BillerudKorsnäs

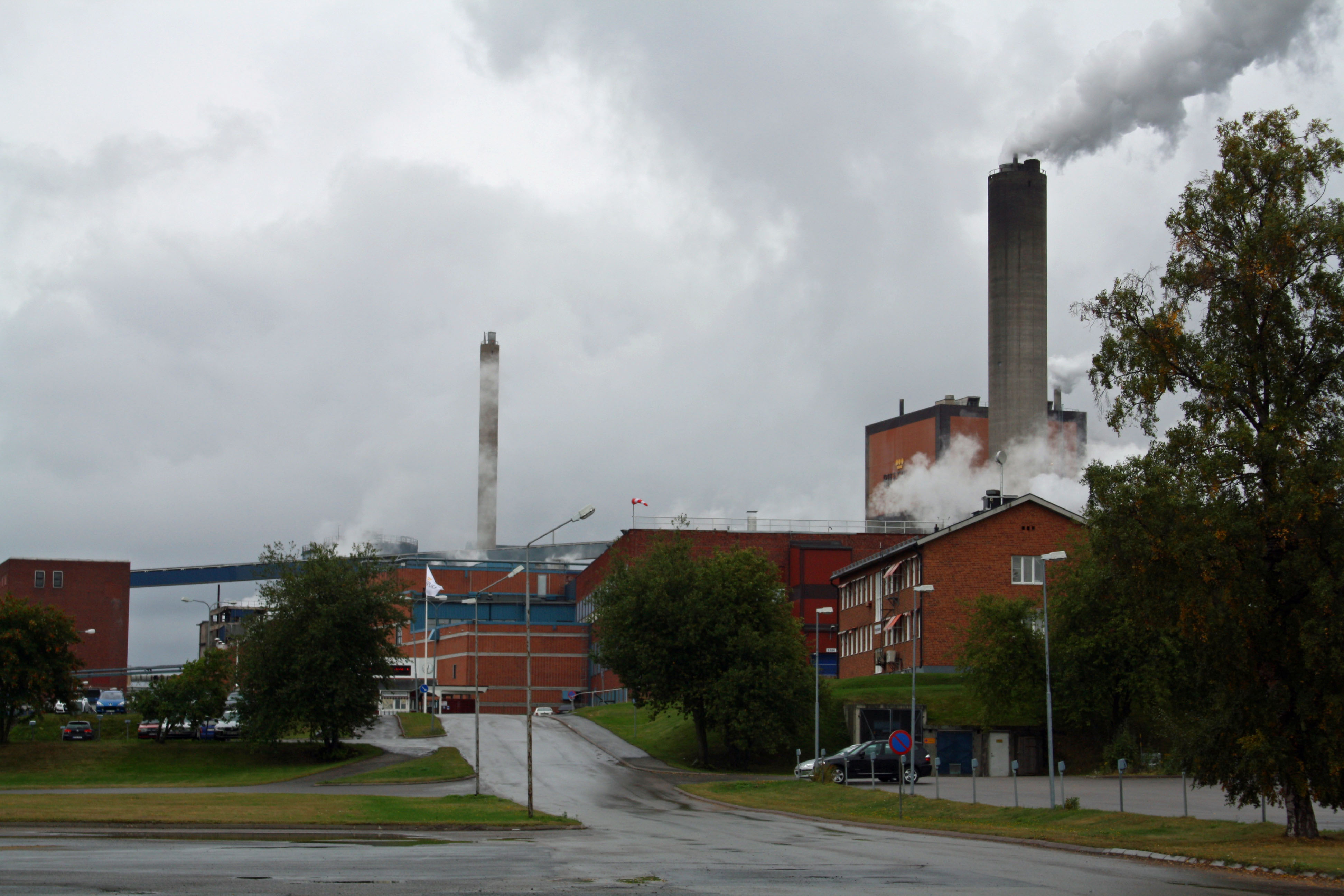
Papierfabrik Karlsborg

BillerudKorsnäs AB ist ein schwedisches Unternehmen, das Papier und Wellpappenrohstoffe auf Basis von 100 % Zellstoff herstellt.

## Geschichte
Die Billerud AB entstand 2001 aus dem Zusammenschluss der Papierfabriken Skärblacka und Karlsborg der AssiDomän Gruppe und der Gruvön Papiermühle von Stora Enso. Im 2012 folgte der Zusammenschluss mit Korsnäs AB.
Am 19. Dezember 2021 wurde verlautbart, dass der amerikanische Papierhersteller Verso Corporation für 825 Millionen Dollar übernommen werden soll.

## Standorte
Die BillerudKornäs AB hat (Stand 2016) fünf Papierfabriken in Schweden (Gävle, Gruvön bei Grums, Karlsborg, Frövi/Rockhammar und Skärblacka), eine in Finnland (Jakobstad/Pietarsaari) und drei in den USA (Escanaba Mill, Quinnesec Mill und Wisconsin Rapids).

## Konzernstruktur
BillerudKorsnäs zählt zu den weltweit führenden Papierkonzernen. Der Firmensitz ist Solna, Schweden. Die Geschäftstätigkeit des international tätigen Unternehmens konzentriert sich auf Kraftpapiere, Sackpapiere, Liner und Wellenstoff. Ihre wichtigsten Märkte sind Europa, Asien und Nordamerika. Die Aktien der BillerudKorsnäs AB werden an der Wertpapierbörse in Stockholm gehandelt. Die Produktionskapazitäten belaufen sich auf 1,4 Millionen Tonnen. Größter Aktionär ist heute die Investment AB Kinnevik mit 25 % der Aktien.